# 허수미
허수미(1998년 7월 14일 ~ )는 대한민국의 여성 치어리더이다.